# Arsenalstraße (Schwerin)

Um 1900: Arsenalstraße und Pfaffenteich

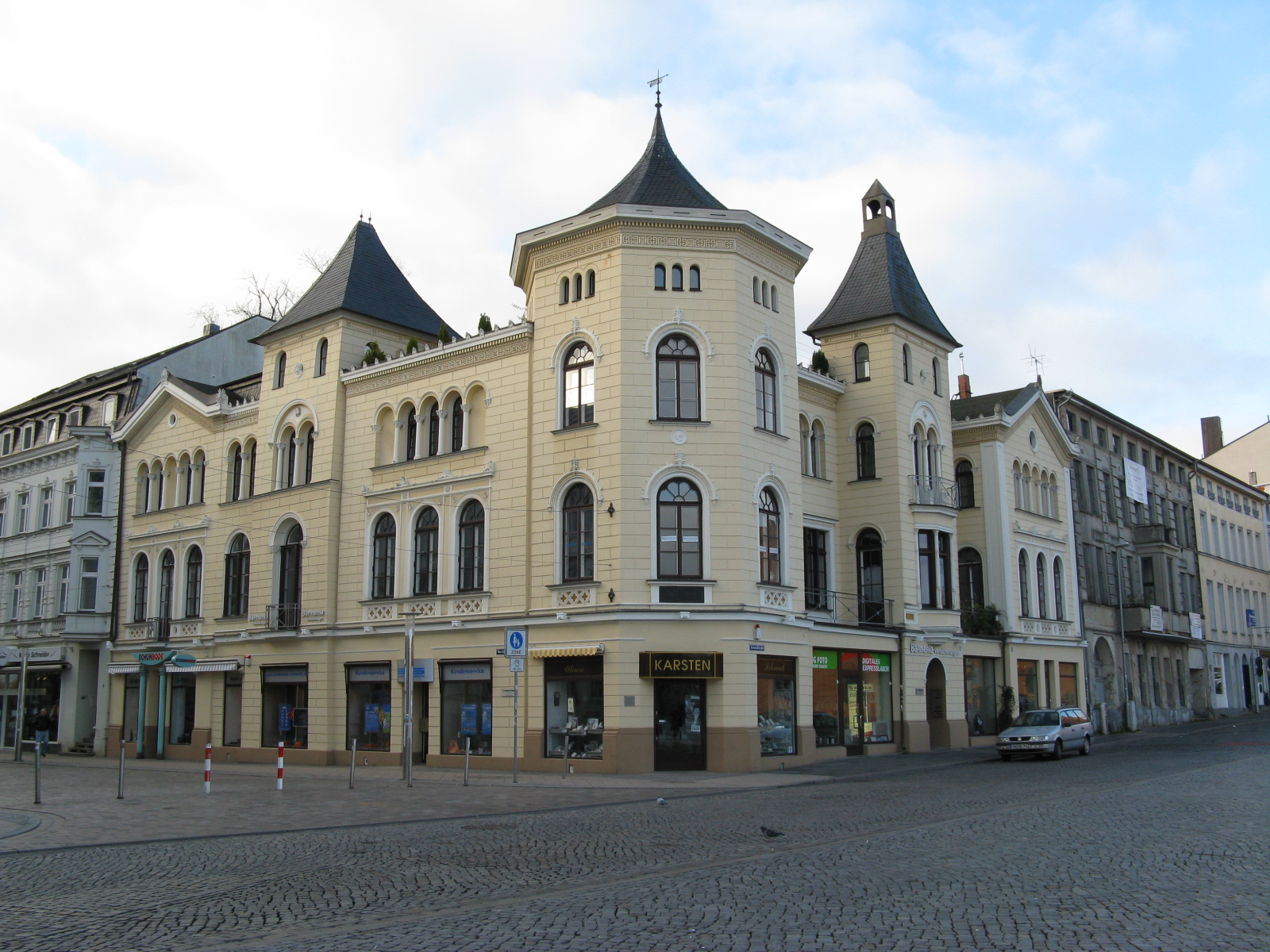
Nr. 10, Demmlerhaus Ecke Arsenalstraße / Mecklenburgstraße

Die Arsenalstraße ist eine 400 m lange Verbindungsstraße in Schwerin.
Sie führt in Ost-West-Richtung von der Friedrichstraße / August-Bebel-Straße in der Schelfstadt vorbei am Pfaffenteich in der Altstadt bis zur Lübecker Straße in der Paulsstadt.

## Nebenstraßen
Die Neben- und Anschlussstraßen wurden benannt als Friedrichstraße um 1840 nach dem Erbprinzen Friedrich, 1842 bis 1883 Großherzog von Mecklenburg Friedrich Franz II. (1823–1883) (davor Kütergang), August-Bebel-Straße nach dem Politiker (SPD) (1840–1913), Mecklenburgstraße nach dem Land, Alexandrinenstraße nach der Erbgroßherzogin von Mecklenburg Alexandrine von Preußen, Wismarsche Straße nach der Hansestadt Wismar und Lübecker Straße nach der Hansestadt Lübeck.

## Geschichte

### Name
Die Straße wurde benannt nach dem früheren Waffenlager, dem Arsenal am Pfaffenteich, das bis 1844 entstand. Zuvor hieß die Straße Kütergang nach den dort angesiedelten Fleischern und nach 1960 Wilhelm-Pieck-Straße nach dem Präsidenten der DDR (1876–1960).

### Entwicklung

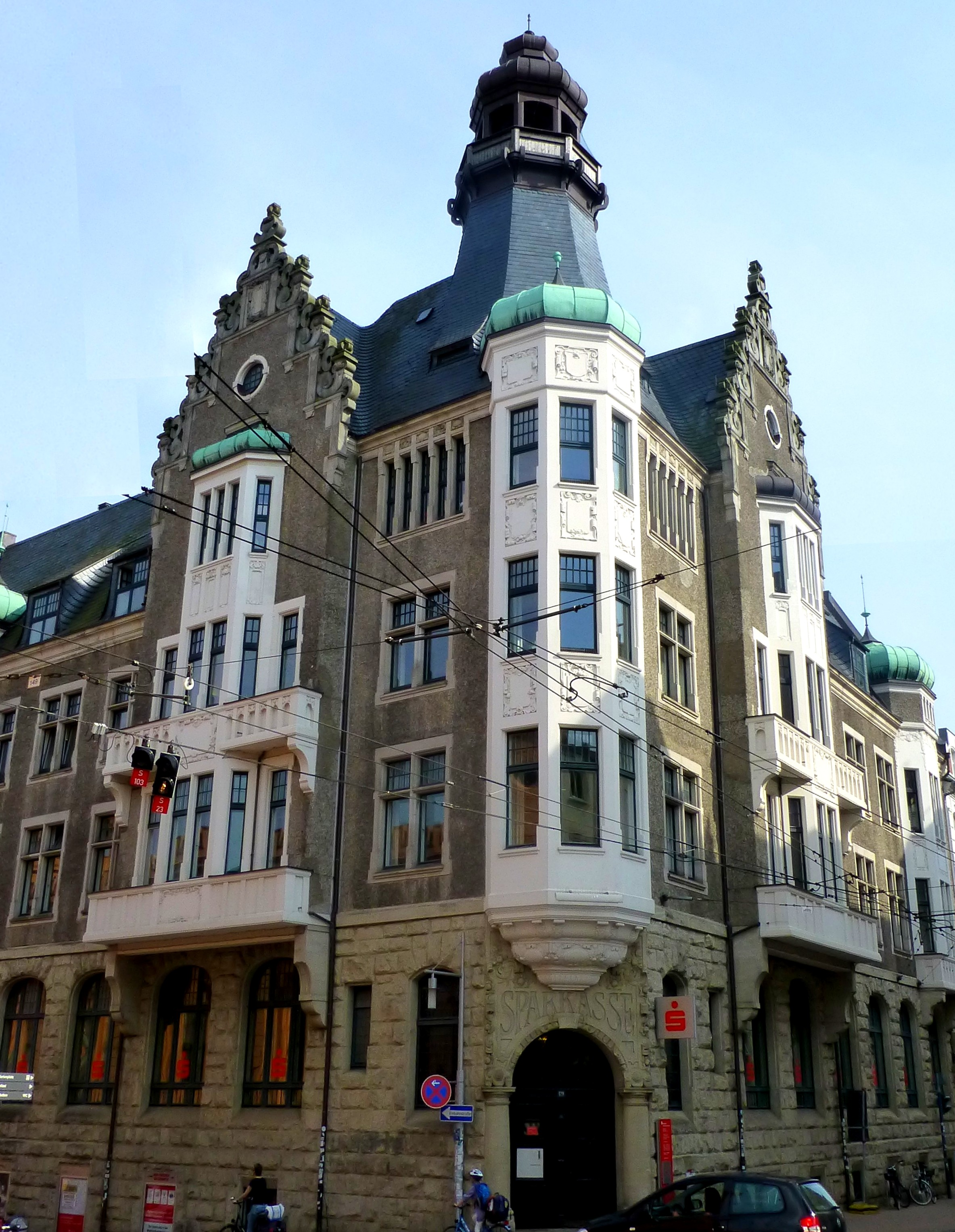
Nr. 20: Sparkasse

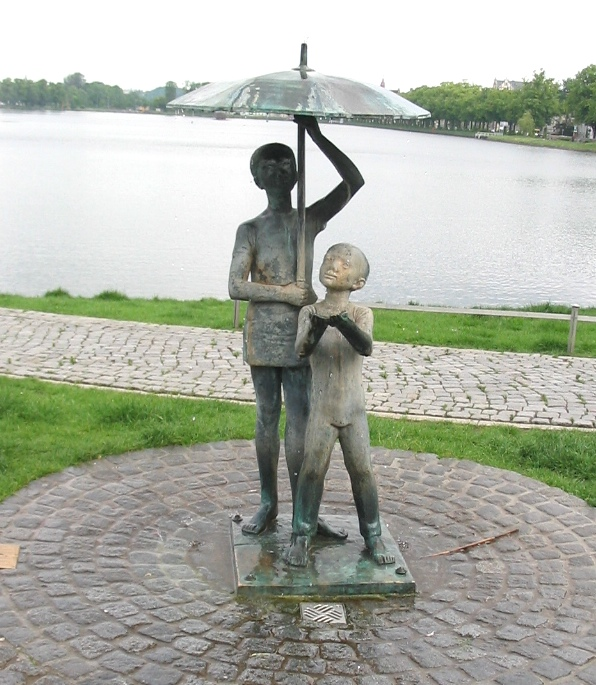
Schirmkinder

Im 12. Jahrhundert entstand durch Aufschüttungen von Dämmen der Mühlenteich, heute der 12 Hektar große Pfaffenteich. Das Wasser floss zur 1178 belegten Wassermühle (auch Gräfenmühle genannt), die bis ins 19. Jahrhundert betrieben wurde. Vom Pfaffenteich floss das Wasser durch den Fließgraben zur Mühle und weiter neben der Straße Hinterm Klosterhof (heute Klosterstraße) zum Burgsee.
Von der Mitte bis zum Ende des 19. Jahrhunderts entwickelte sich die Poststraße bzw. Kaiser-Wilhelm-Straße (heute Mecklenburgstraße) bis zur Schloßstraße. Hofbaumeister Georg Adolf Demmler baute 1843 sein erhaltenes Wohn- und Bürohaus an der Ecke Mecklenburgstraße und Arsenalstraße. 1844 kam das dominante Arsenal. In dieser Zeit wurde der Pfaffenteich an der Westseite begradigt und die nördliche Bebauung erfolgte. Um 1900 und danach entstanden zumeist die Bauten an der Südseite der Straße.
Im Rahmen der Städtebauförderung wurde das Gebiet der Altstadt von Schwerin Sanierungsgebiet; Mitte bis Ende der 1990er Jahre erfolgte die Sanierung der Straße sowie die Anlage der Freitreppe und Grünanlage zum Pfaffenteich nach Plänen von Bendfeldt und Franke, Schwerin. Eine fünfgeschossige Hochgarage (Nr. 26 bis 28) sorgt für den ruhenden Verkehr um die Einkaufszentren am Marienplatz.

### Verkehr
1908 bis in die 1950er Jahre führte die Linie 2 der Straßenbahn Schwerin durch die Straße.
Verkehrlich wird die die Straße heute am Marienplatz von den Straßenbahnlinien 1, 2 und 4 sowie den Buslinien 5, 7, 10, 12, 14 und 19 der Nahverkehr Schwerin GmbH (NVS) erschlossen und an der Arsenal-/Friedrichstraße von der Linie 11.

## Gebäude, Anlagen (Auswahl)
An der Straße stehen zumeist drei- bis viergeschossige Gebäude. Die mit (D) gekennzeichneten Häuser stehen unter Denkmalschutz.
- Der 12 Hektar große Pfaffenteich vom 12. Jahrhundert
- Nr. 2: 3-gesch. klassizistisches Wohn- und Geschäftshaus (D), Fachwerkbau mit Putzfassade, ehem. Kommandantenhaus von vor 1840 nach Plänen von Georg Adolph Demmler, Dienst- und Wohnsitz für den Kommandeur des Großherzoglichen Mecklenburgischen Grenadier-Garde-Bataillons bis zur Verlegung des Bataillons nach Ludwigslust, 1863 privatisiert und Ladennutzung
- Nr. 4: 3-gesch. Wohn- und Geschäftshaus (D)
- Nr. 5: 4-gesch. Wohnhaus (Haustür und Windfang D)
- Nr. 6: 3-gesch. Wohn- und Geschäftshaus (D)
- Nr. 8 / Mecklenburgstraße 2: 3-gesch. neoklassizistisches Haus der Kultur (HDK) (D), ehemals Stern’s Hotel von 1848 bzw. 1921 nach Plänen von Willy Taebel, nach Umbau Sitz des Kulturbundes der DDR; heute u. a. Sitz der Friedrich-Ebert-Stiftung und eines Restaurants
- Nr. 9: 3-gesch. Wohn- und Geschäftshaus (D)
- Nr. 10 / Mecklenburgstraße 1: 3-gesch. historisierendes Demmler-Haus als Wohn- und Geschäftshaus von 1843 (D) im Tudorstil mit achteckigem Ecktürmchen nach Plänen von Georg Adolf Demmler, heute u. a. mit Kundenservice der Stadtwerke Schwerin (SWS)
- Nr. 11: 3-gesch. Wohn- und Geschäftshaus (D)
- Alexandrinenstraße Nr. 1, Ecke Arsenalstraße: 2- und 3-gesch. Arsenal am Pfaffenteich von 1844 (D) nach Plänen von Hofbaumeister Demmler, seit 1947 Sitz der Bezirksbehörde der Deutschen Volkspolizei (BDVP), seit Ende 1990 Sitz des Ministeriums für Inneres und Sport, um 1992/93 saniert
- Nr. 20 / Wismarsche Straße 127/129: 4-gesch. historisierendes Bankgebäude von 2005 (D) mit zwei markanten Giebelrisaliten und einem prägenden Ecktürmchen, seit um 1990 Geschäftsstelle der Sparkasse Mecklenburg-Schwerin
- Wismarsche Straße Nr. 132, Ecke Arsenalstraße: 3-gesch. Verwaltungsgebäude (D) mit zwei prägenden Giebelrisaliten an der Ecke, heute Ärztehaus und Apotheke
- Nr. 22: 3-gesch. Wohn- und Geschäftshaus (D)
- Nr. 24 bis 28: 5-gesch. Gebäude von um 1998 mit Hochgarage und Zuwegung Richtung Einkaufszentrum Schweriner Höfe und Marienplatz
- Nr. 30: 3-gesch. Schule mit Flügelanbauten (D), heute Berufliche Schule Wirtschaft und Verkehr
- Nr. 38: 3-gesch. Wohnhaus mit zwei barockisierenden seitlichen Giebelrisaliten
- Lübecker Straße Nr. 29, Ecke Arsenalstraße: 3-gesch. Wohnhaus mit den markanten rot-weißen Streifen

### Denkmale, Gedenken
- Bronzeskulptur Schirmkinder, 1973/80 von Stephan Horota, umgesetzt zur Südostecke des Pfaffenteichs
- Bronzefigur Der Junge mit der Taube, 1972 von August Martin Hoffmann
- Denkmal mit Marmorbüste des Komponisten Friedrich Wilhelm Kücken, 1885 von Ludwig Brunow, vor der Kückenstiftung
- Bronzebüste (Nachguss) von Heinrich Schliemann, 1895 von Hugo Berwald, vor August-Bebel-Straße Nr. 11
- Stolperstein für Elsa Carstens (1894–1941) ermordet in Bernburg, vor Hausnummer 10

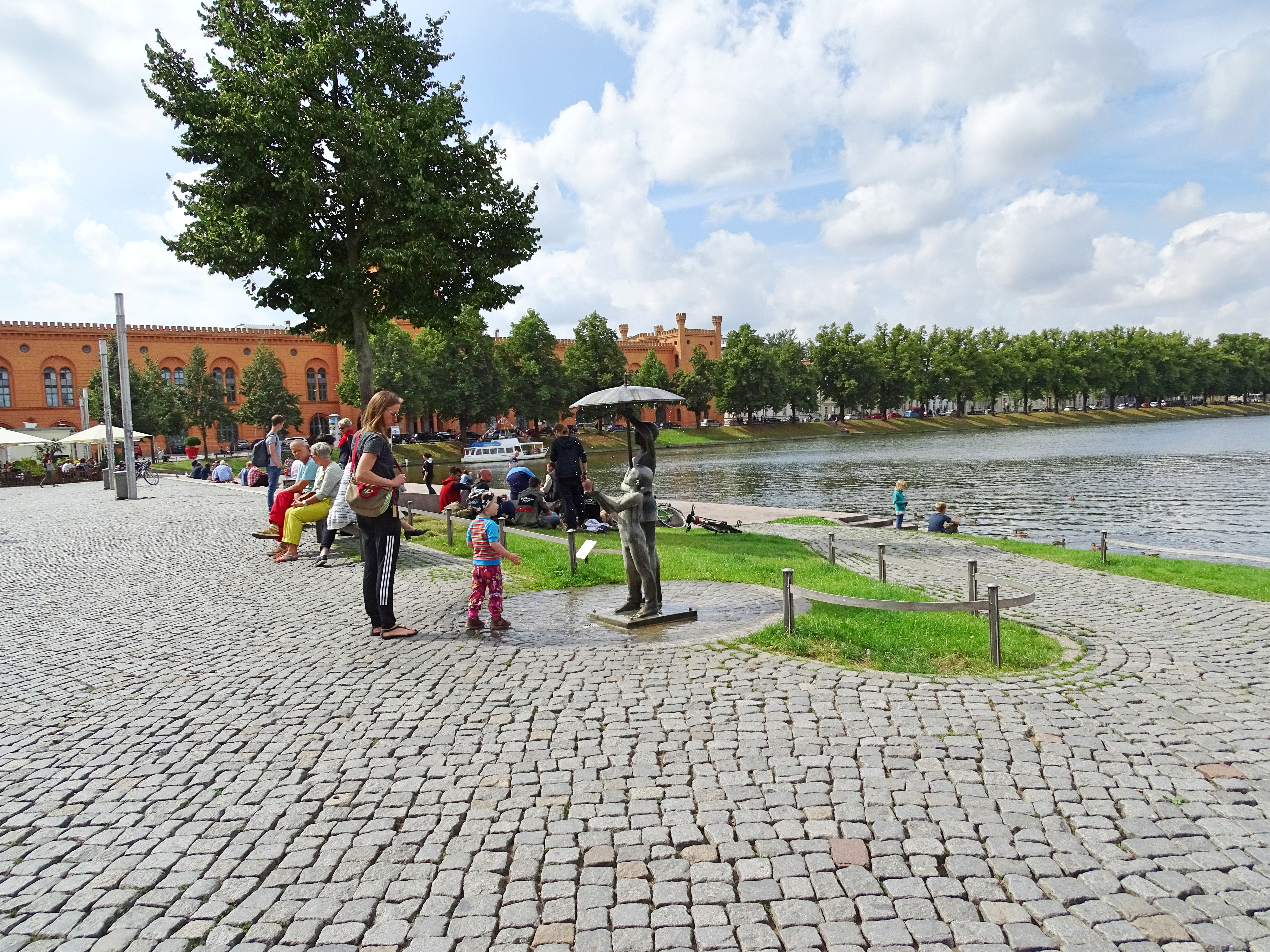
Pfaffenteich, Arsenal
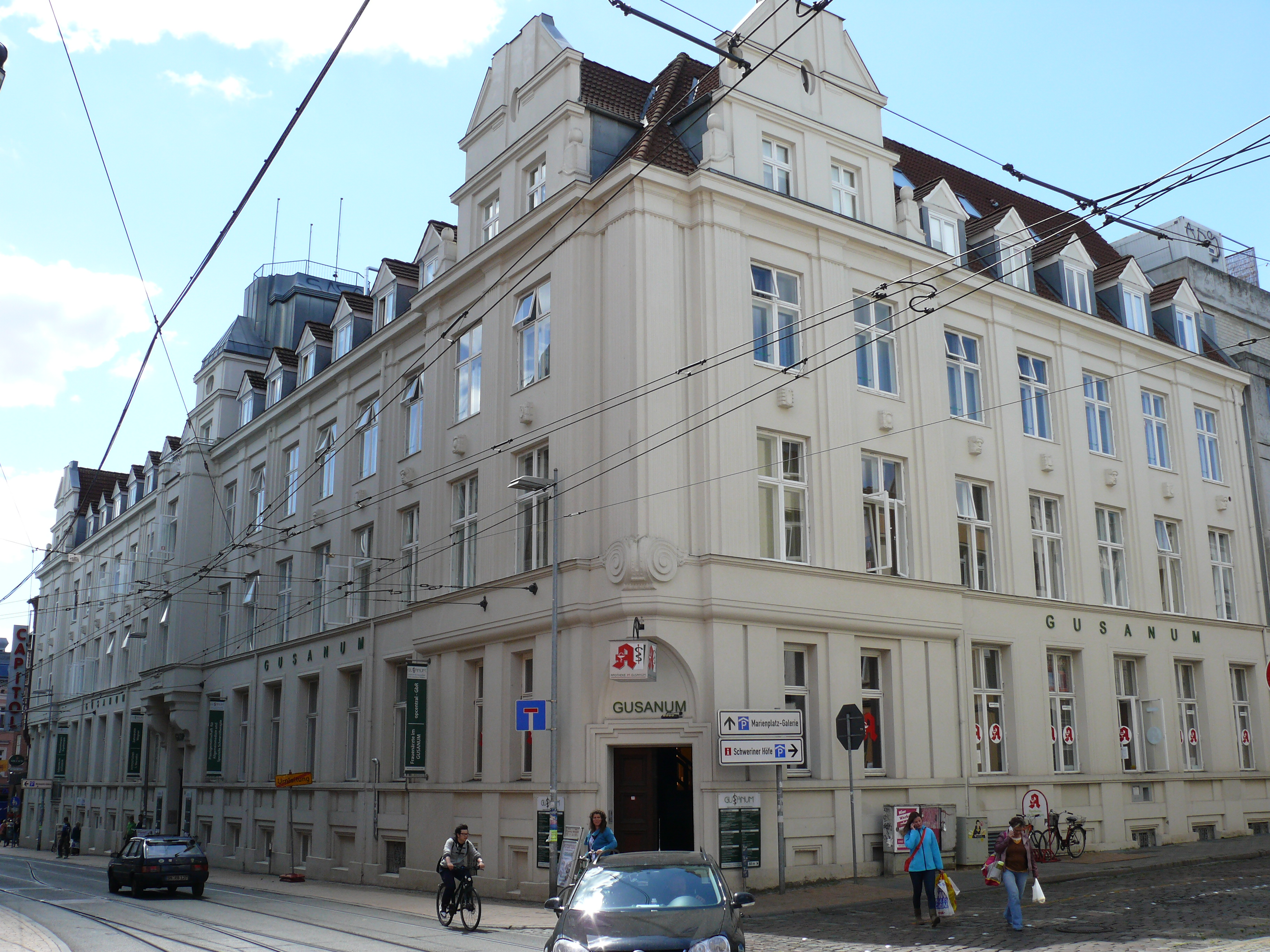
Wismarsche Str. 132
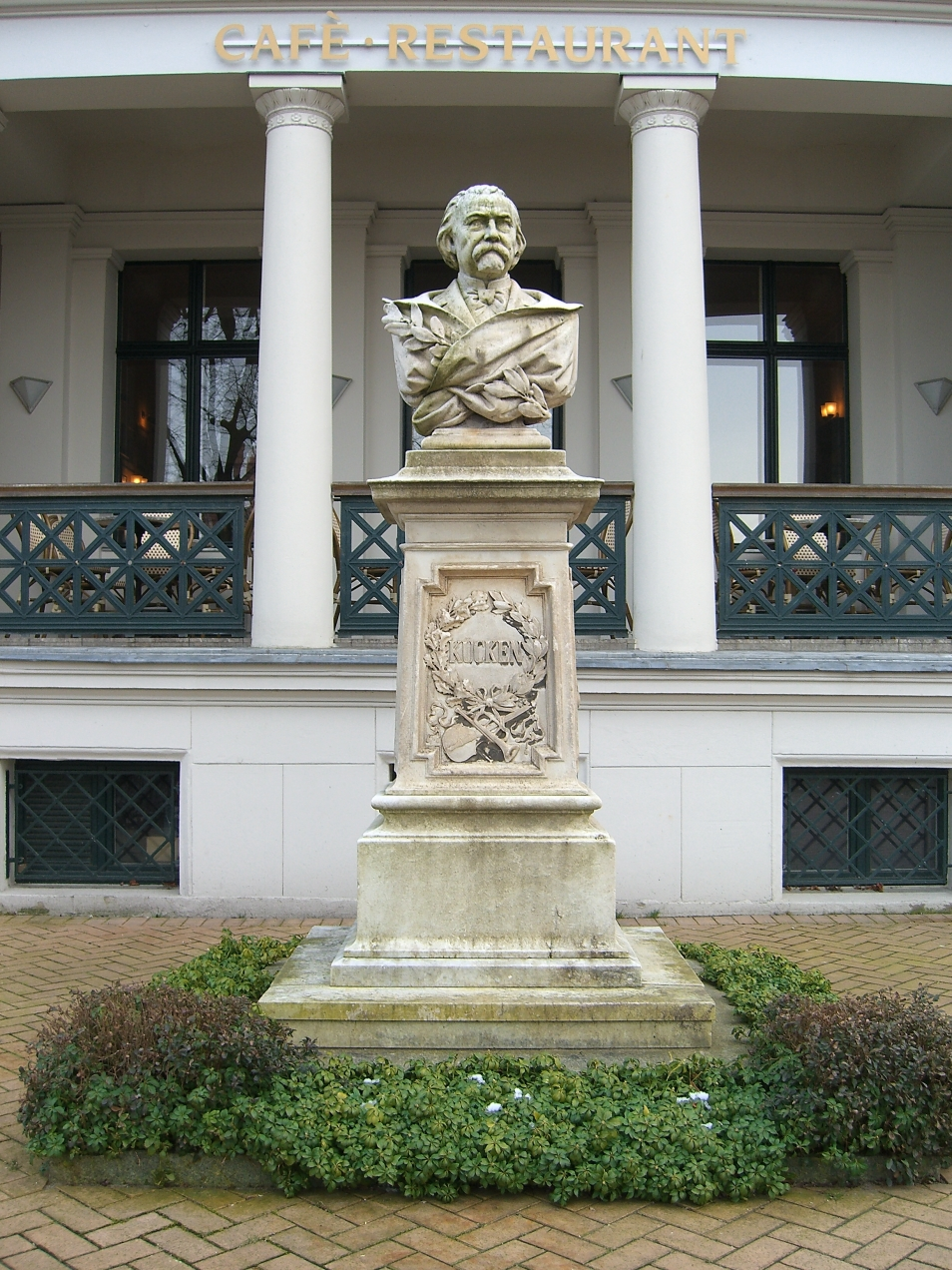
Büste für Kücken
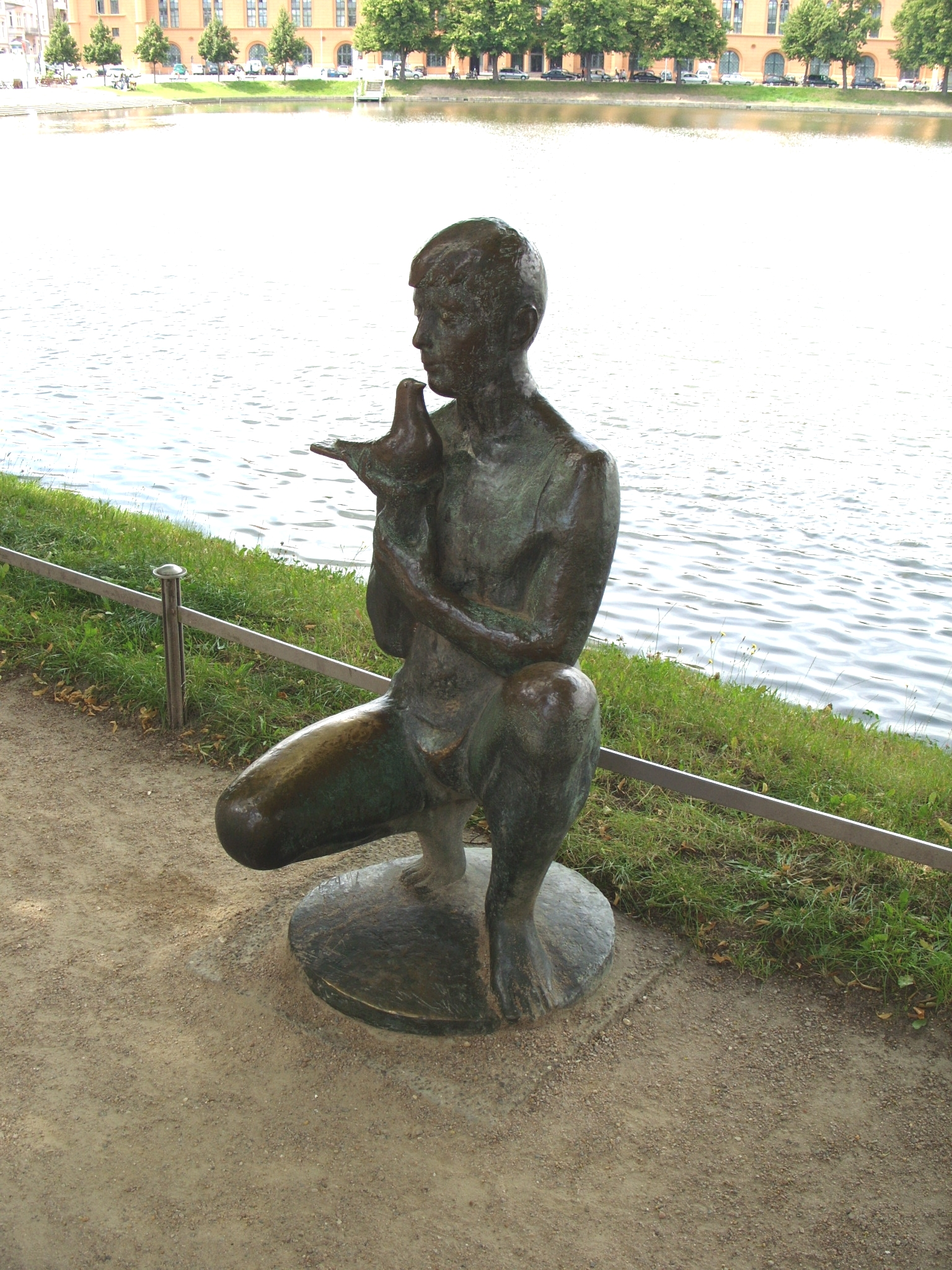
Junge mit der Taube